# Bouillac (Dordogne)
Bouillac – miejscowość i gmina we Francji, w regionie Nowa Akwitania, w departamencie Dordogne.
Według danych na rok 1990 gminę zamieszkiwało 114 osób, a gęstość zaludnienia wynosiła 9 osób/km² (wśród 2290 gmin Akwitanii Bouillac plasuje się na 1062. miejscu pod względem liczby ludności, natomiast pod względem powierzchni na miejscu 898.).